# Karl Benziger

Karl Benziger

Karl Benziger (Josef Carl Benziger; * 16. Oktober 1799 in Feldkirch; † 4. Mai 1873 in Einsiedeln) war ein Schweizer Verleger und liberal-konservativer Politiker.

## Biografie
Benziger wurde auf der Flucht vor den Franzosen 1799 in Feldkirch geboren. Seine Familie kehrte 1800 ohne jedes Vermögen nach Einsiedeln zurück. Sein Vater gründete 1803 eine Buchhandlung, die er zusammen mit seinem Bruder Franz Sales Benziger vergrößerte, indem er die aus der Klosterverlagshandlung Einsiedeln stammende Druckerei übernahm. Benziger stieg mit 16 Jahren in das väterliche Geschäft ein. Zusammen mit seinem jüngeren Bruder Josef Nikolaus Benziger baute er das internationale Verlagshaus Benziger mit Niederlassungen in den USA (New York und Cincinnati) für deutschsprachige Auswanderer auf. Der Verlag produzierte in den Anfängen mehrheitlich Erbauungsliteratur. 1860 übergab er zusammen mit seinem Bruder das Unternehmen an die nächste Generation. Seine Söhne Karl (1821–1890) und Martin Benziger (1826–1902) waren kaufmännischer bzw. technischer Leiter der Firma in Einsiedeln, während Joseph Nicholas Adelrich Benziger die amerikanische Niederlassung leitete.
1825 wurde Karl Benziger Kantonsrichter, 1827 Ratsherr und Statthalter des Bezirks Einsiedeln. 1829 und 1831 war er Landammann des Bezirks Einsiedeln. Er förderte das lokale Schulwesen und war Mitbegründer der lokalen Ersparniskasse und des Spitals Einsiedeln. Bei der Trennung des Kantons Schwyz in zwei Halbkantone 1833 war er Statthalter des Halbkantons Ausserschwyz, er strebte jedoch die Wiedervereinigung der Kantonsteile mit einer neuen Kantonsverfassung unter Gleichberechtigung der gesamten Bevölkerung beider Kantonsteile und einer unabhängigen Justiz an. Im wiedervereinigten Kanton wurde er in den Grossen Rat gewählt. In den Sonderbundswirren setzte er sich gegen Kriegstreiberei und für eine gütliche Einigung mit den liberalen Kantonen ein. Er sah in den liberalen Grundfreiheiten einen nötigen Fortschritt, lehnte aber das Vorgehen der Liberalen im Aargauer Klosterstreit, die gewaltsame Auflösung des Sonderbundes und die darauf folgende Besetzung der Urkantone, die Reparationszahlungen und auch die neue Bundesverfassung ab. 1848 wurde er in den Regierungsrat des Kantons Schwyz gewählt. Von 1848 bis 1850 war er Landesstatthalter und von 1850 bis 1852 als erster Ausserschwyzer Landammann des Kantons Schwyz. Danach trat er aus der Regierung aus und wurde in den Kantonsrat gewählt, wo er bis 1862 blieb.